# Buchenwald-Glocke

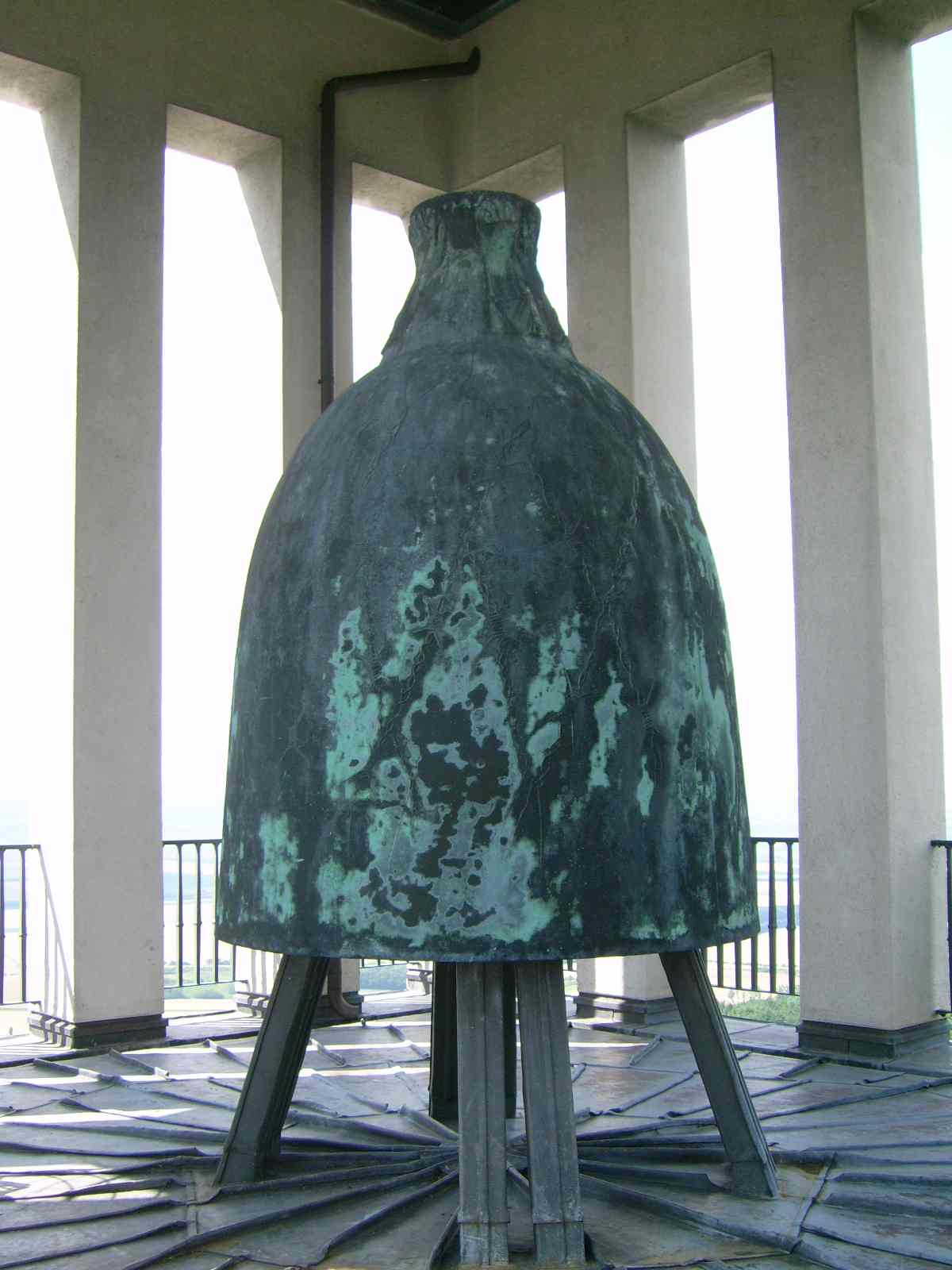
Buchenwaldglocke im Glockenturm der Gedenkstätte Buchenwald

Die Buchenwald-Glocke befindet sich im Glockenturm der Gedenkstätte Buchenwald des KZ Buchenwald bei Weimar.

## Gestaltung

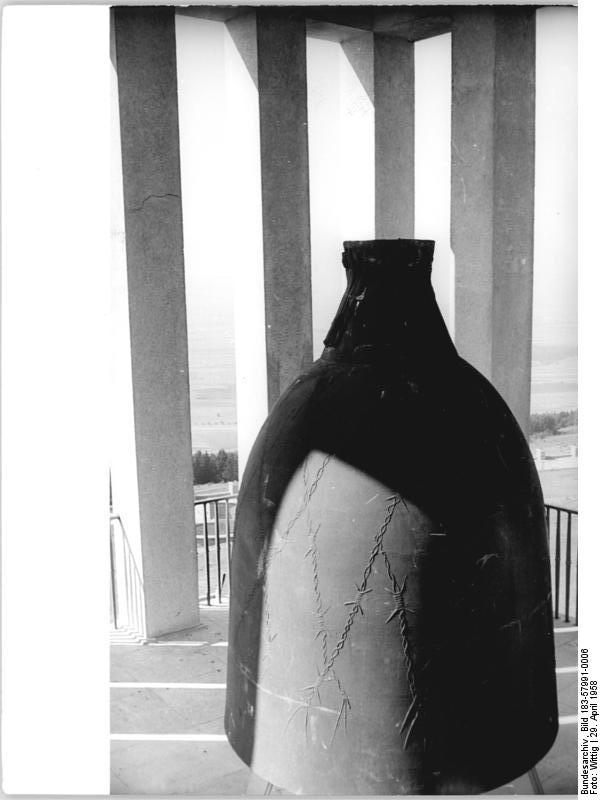
Stacheldraht-Relief auf der Glocke

Den Entwurf der Glocke lieferte der Berliner Formgestalter Waldemar Grzimek: ihre Oberfläche ist von Stacheldraht-Reliefs überzogen; Hals und Krone zieren drei Händepaare mit je einer geschlossenen und einer offenen Hand.
Die Glocke wiegt 6800 Kilogramm. Ihr Durchmesser beträgt 194 cm, die Höhe 250 cm. Damit ist sie eine der größten Glocken der Nachkriegszeit. Ihre ungewöhnliche Form erzeugt einen dumpfen, an das Grauen der Nazizeit erinnernden Ton.
Sie wurde von Franz Schilling 1956 gegossen. Ihr Ton ist f°. Sie ist eines der wenigen Klanginstrumente, das die Glockengießer-Familie Schilling im staatlichen Auftrag statt wie sonst zumeist in kirchlichem Auftrag schuf.

## Installation
Die Glocke wurde 1957 in den von Fritz Cremer gestalteten Turm gehoben. Sie ist auf acht Füßen fest montiert. Den Stahlträger zur Aufnahme der Glocke im Turm fertigte der Kunstschmied Fritz Kühn. Der Klöppel schlägt gegen den feststehenden Glockenmantel.

## Gebrauch
Die Glocke erklang erstmals öffentlich am 14. September 1958 bei der Feier zur Einweihung der Nationalen Mahn- und Gedenkstätte Buchenwald auf dem Ettersberg. Die Weiherede hielt der DDR-Ministerpräsident Otto Grotewohl.
Sie wird jedes Jahr bei den Gedenkveranstaltungen zur Selbstbefreiung des Konzentrationslagers durch die Internationale Militärorganisation Buchenwald (IMO) während des Herannahens der 3. US-Armee am oder um den 11. April angeschlagen.

## Rezeption

### Zeitschrift „Die Glocke vom Ettersberg“
Die Zeitschrift der Lagergemeinschaft Buchenwald-Dora / Freundeskreis e.V. trägt den Titel Die Glocke vom Ettersberg.

### Lied „Die Glocke von Buchenwald“
Das antifaschistische Friedenslied Die Glocke von Buchenwald wurde 1958 von Alexander Sobolew und Wano Muradeli geschaffen, wurde weltweit bekannt und in viele Sprachen übersetzt.

### Kantate „Die Glocke von Buchenwald“
Die Kantate Die Glocke von Buchenwald entstand aus Anlass des 30. Jahrestages der Befreiung. Sie wurde von Fritz Geißler (1921–1984) komponiert. Der Text stammt von Armin Müller (1928–2005), der dafür dokumentarisches Material verwendete. Sie ist für vier Solostimmen ausgelegt. Die Wiedergabedauer ist mit 26:27 min angegeben.
Die Uraufführung fand am 12. April 1975 im Deutschen Nationaltheater Weimar statt. Solisten waren Martha Röth, Uta Priew, Peter-Jürgen Schmidt und Johannes Prkno, begleitet vom Opernchor des Deutschen Nationaltheaters Weimar sowie der Weimarischen Staatskapelle unter der Leitung von Lothar Seyferth. Im Nachlass Geißlers im Staatsarchiv Leipzig befindet sich eine Aufnahme, vielleicht sogar die der Uraufführung.

### Sergej I. Efremov: "Die Glocke von Buchenwald"
Die Glocke von Buchenwald (Transliteration: Kolokol : Buchenval'da : povest') ist auch ein 1965 in russischer Sprache erschienenes Werk von Sergej I. Efremov.